# N886 (België)
De N886 is een gewestweg in de Belgische provincie Luxemburg. De route verbindt de N82 in Virton met de Franse grens bij Sommethonne waar de weg over gaat in de D198a.
De route heeft een lengte van ongeveer 8 kilometer.

## Plaatsen langs de N886
- Virton
- Houdrigny
- Villers-la-Loue
- Sommethonne